# تکیه (موسیقی)
تِکیه از اصطلاحات موسیقی و از نت‌های زینت در موسیقی سنتی ایرانی است.

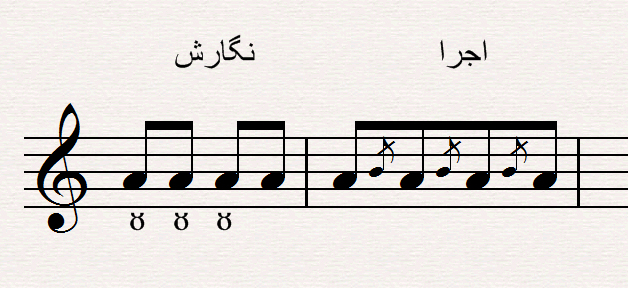
نمونه‌ای از طرز نوشتن و اجرای تکیه

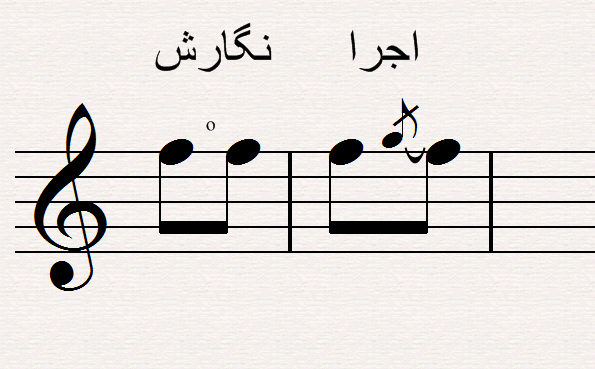
نمونه‌ای از طرز نوشتن و اجرای تکیه

## شکل و طریقهٔ اجرا
تکیه، یک نُتِ کوچک معادل کشش زمانی یک نت سه‌لاچنگ است که به شکل «ᴕ» یا به شکل یک دایرهٔ کوچک «ᵒ» در زیر یا روی نت‌های اصلی قرار می‌گیرد. تکیه تزئین کوچکی است که در ابتدا یا بین دو نت قرار می‌گیرد. از تداوم تکیه‌ها «تحریر» به‌وجود می‌آید. وقتی نت‌ها یک در میان با تکیه اجرا می‌شوند، علامت تکیه را می‌توان بین دو نت گذاشت که در این‌صورت تکیه متعلق به نتِ اول است. تکیه‌ها گاهی در زیر یا روی نت‌های هم‌نام قرار قرار می‌گیرند و با فاصلهٔ دوم اجرا می‌شوند. تکنیک و توانایی سازها در اجرای تکیه‌ها مؤثرند.

## پیشینه
علامت تکیه (ᴕ) از جمله علامت‌هایی است که توسط علینقی وزیری برای نوشتن حالت خاص آن در قطعات موسیقی ایرانی پیشنهاد و ایجاد شد. پس از وزیری، شاگردان او از جمله ابوالحسن صبا نیز این علامت‌ها را بکار گرفته و تکمیل کردند.

## یادکردها
1. ↑  ستایشگر، واژه‌نامهٔ موسیقی ایران‌زمین، ۲۷۵.
2. ↑  کیانی، هفت دستگاه موسیقی ایران، ۵۹.
3. ↑  وزیری، تئوری موسیقی، ۹۳.
4. ↑  ستایشگر، واژه‌نامهٔ موسیقی ایران‌زمین، ۲۷۵.
5. ↑  ستایشگر، واژه‌نامهٔ موسیقی ایران‌زمین، ۲۷۵.